# 约翰·杨
约翰·瓦茨·杨（英語：John Watts Young；1930年9月24日—2018年1月5日）是一位美国国家航空航天局（NASA）的退休宇航员，曾于1972年4月21日执行阿波罗16号任务时登月，成为了第九个踏上月球的人。2018年1月5日，约翰·杨因肺炎并发症在德州休斯顿逝世，享年87岁。

## 海军经历
杨在加利福尼亚州的旧金山出生，在佛罗里达州的奥兰多长大。1952年，杨以优异的成绩在佐治亚理工学院获得了航天工程的学士学位。
毕业后，杨参加了美国海军，在劳斯号驱逐舰（DD-558）上担任火控指挥。1953年6月，杨随舰访问韩国海域。后来，杨开始担任战斗机飞行员，又在1959年成为试飞员。

## 宇航员生涯
杨是美国航天史上宇航员生涯最长，执行任务最多的宇航员之一。他是第一个六次进入太空的人到2006年为止，他还是唯一操纵过四种航天器的宇航员：双子星航天器、阿波罗指令/服务舱、登月舱和航天飞机。

### 双子星计划
1962年，杨作为第二组宇航员的成员进入美国国家航空航天局。在双子星3号原来的指令飞行员艾伦·谢泼德被禁飞后，他的搭档托马斯·斯塔福德也随之被杨替换。杨因此成为了第二组宇航员第一个获得太空任务的成员。与维吉尔·格里森一道执行双子星计划第一次载人任务时，杨还创下了美国航天史上的另一个“第一”：将一个鹹牛肉三明治悄悄带上了航天飞船，但被发现后还是被训了一顿。
杨担任了双子星座6A号的替补飞行员，但在三明治的问题之后，航空航天局在一段时间内甚至都不知该如何处置杨。其他有太空经验的第二组宇航员成员很快被安排即将开始的阿波罗任务，而老一批的宇航员如斯考特·卡彭特和戈尔登·库勃则由于一些小过失而逐渐开始远离飞行任务。查尔斯·巴塞特和埃里奥特·希突然遇难使宇航员序列中出现空檔，于是执行了两次太空漫步。

### 阿波罗计划
杨是阿波罗7号的替补成员之一，在阿波罗10号任务中和托马斯·斯塔福德以及尤金·塞尔南一道环绕了月球。当斯塔福德和塞尔南操纵登月舱环绕月球时，杨独自在更高的月球轨道中操纵着指令/服务舱，使他成为第一个在月球轨道中单独驾驶指令舱的宇航员。杨担任了阿波罗13号的替补指令长，原本要登月的任务由于在去月球途中服务舱氧气罐爆炸使登月被取消。杨在营救阿波罗13号任务时领导他的小组，使二氧化碳过滤器得以重新工作。
杨被安排担任阿波罗16号的指令长，在准备期间他对地质学产生了浓厚的兴趣。阿波罗16号的登月过程由于指令舱的一个故障险些被取消。成功降落在月球上的笛卡尔高地后，杨成为了第九个踏上月球的人。扬在驾驶月球车时创造了它的速度纪录，但他在月球表面喝的桔子汁里的钾使他很不舒服。
扬在阿波罗计划中的最后一次任务是担任阿波罗17号的替补指令长。由于主力指令长尤金·塞尔南在任务前几个月玩垒球时受伤，杨险些第二次登月。塞尔南最终还是成功康复并执行了阿波罗17号任务。

### 航天飞机
阿波罗计划结束后，杨继续担任宇航员并执行了两次航天飞机任务，包括航天飞机的处女航以及首次使用太空实验室的。杨原计划中将执行将哈勃空间望远镜送入太空的任务，但挑战者号航天飞机灾难使整个航天飞机飞行计划被打乱。
杨在事故后公开对航空航天局管理层表示不满，于1987年4月被调离宇航员职位。航空航天局否认了杨被调离和他对航空航天局高层的评论有关。

### 退休
在航空航天局工作了42年后，已74岁的杨于2004年12月7日宣布退休，同年12月31日正式退休。
也许杨的名气和同时代的其他一些宇航员比要小很多，但他的宇航员生涯却非常辉煌。作为美国历史上第二批宇航员的一员，他对美国航天史上最初的几个航天计划都有过贡献。作为历史上唯一一个在双子星座、阿波罗和航天飞机计划中都担任过指令长的宇航员，杨可以说是人类航天史上的一名传奇人物。
2018年1月5日，约翰·杨因肺炎併發症在德州休士頓逝世，享壽87歲。

## 影视剧中的杨
在1995年的电影阿波罗13号中，杨由班‧馬里(Ben Marley)扮演。在1998年的短剧《从地球到月球》中，杨由约翰·博西（John Posey）扮演。

## 奖项
- 杨于1981年被授予国会太空勋章。
- 佛罗里达州奥兰多的约翰·杨车道以他命名。

### 引用
1. ↑  .   [2018-01-07]. （原始内容存档于2018-01-07）.